# Carlos Elizalde
Carlos Yahir Elizalde Gómez (Zapopan, Jalisco, 10 de noviembre de 1993) es un futbolista mexicano que juega como defensa y actualmente milita en el Real Burgos CF de España 

## Clubes
| Club                | País       | Año         |
| ------------------- | ---------- | ----------- |
| Atlas II            | México     | 2013 - 2015 |
| Belén FC (Préstamo) | Costa Rica | 2015        |
| Atlas II            | México     | 2015 - 2016 |
| Alianza FC          | Panamá     | 2017        |
| Real Burgos CF      | España     | 2017 - 2018 |